# 성 피아톤
성 피아톤(이탈리아어: San Piatone)은 베네벤토 출신의 선교사이다. 같은 이름으로 피아트, 피아토로도 알려져 있다. 그는 투르네와 샤르트르로 파견되어 전도 활동을 하였다. 그는 286년 기독교 박해를 계속하고 있던 막시미아누스 치하의 로마 제국에 체포되어 순교하였다. 이후 7세기에 성 엘리기우스가 그의 유해를 발견해내어 샤르트르에 안치하였다.
샤르트르에는 그의 유물중 일부가 보관중에 있다.

## 사진

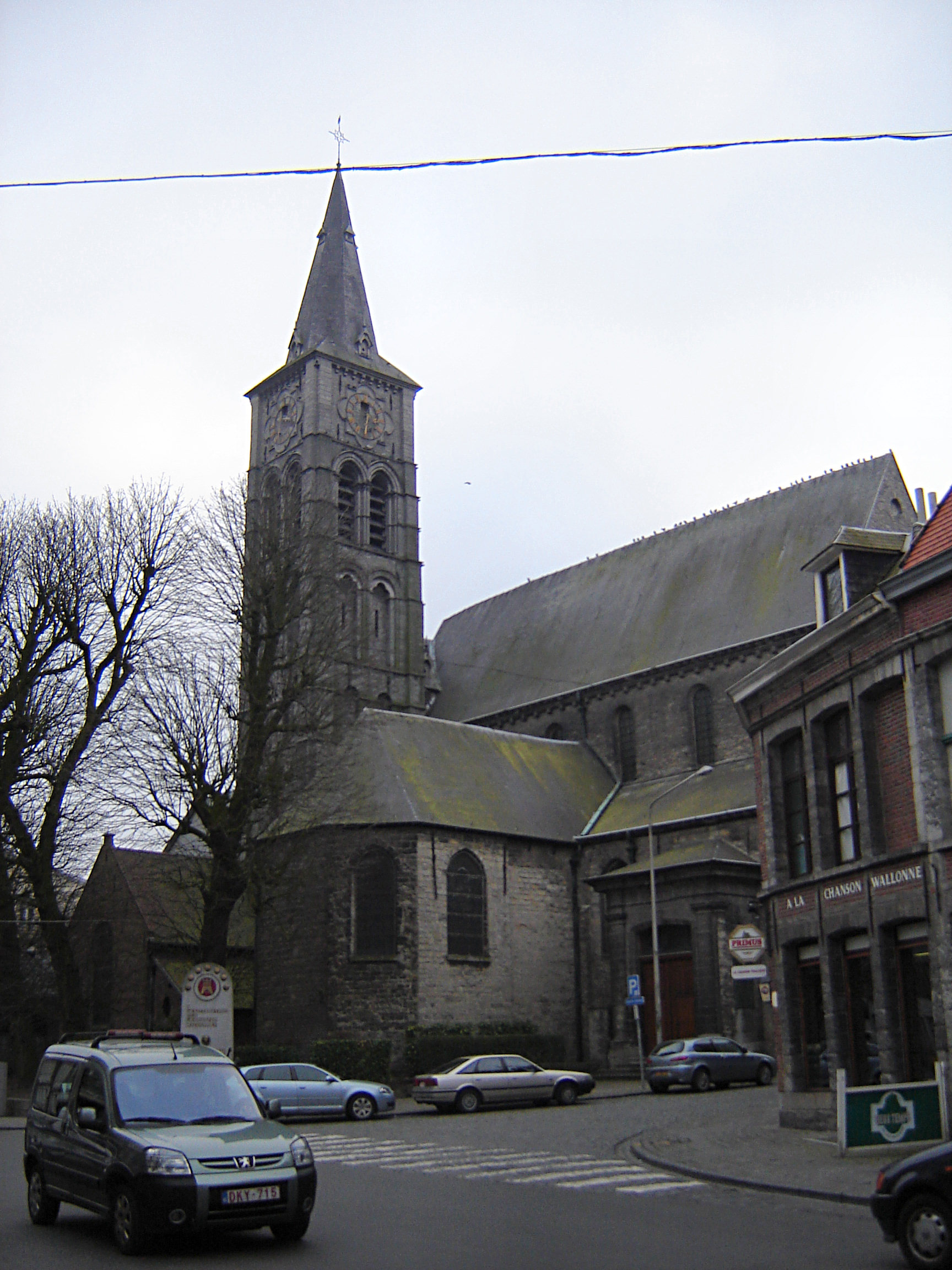
투르네의 성 피아톤 성당